# Citytunnel Stuttgart
De Citytunnel Stuttgart is een ondergrondse spoorlijn tussen het oostelijke deel van Stuttgart gelegen aan de Neckar en het westelijke deel van Stuttgart in de deelstaat Baden-Württemberg als spoorlijn 4861 onder beheer van DB Netz. De treinen van de S-Bahn maken gebruik van dit traject.

## Geschiedenis

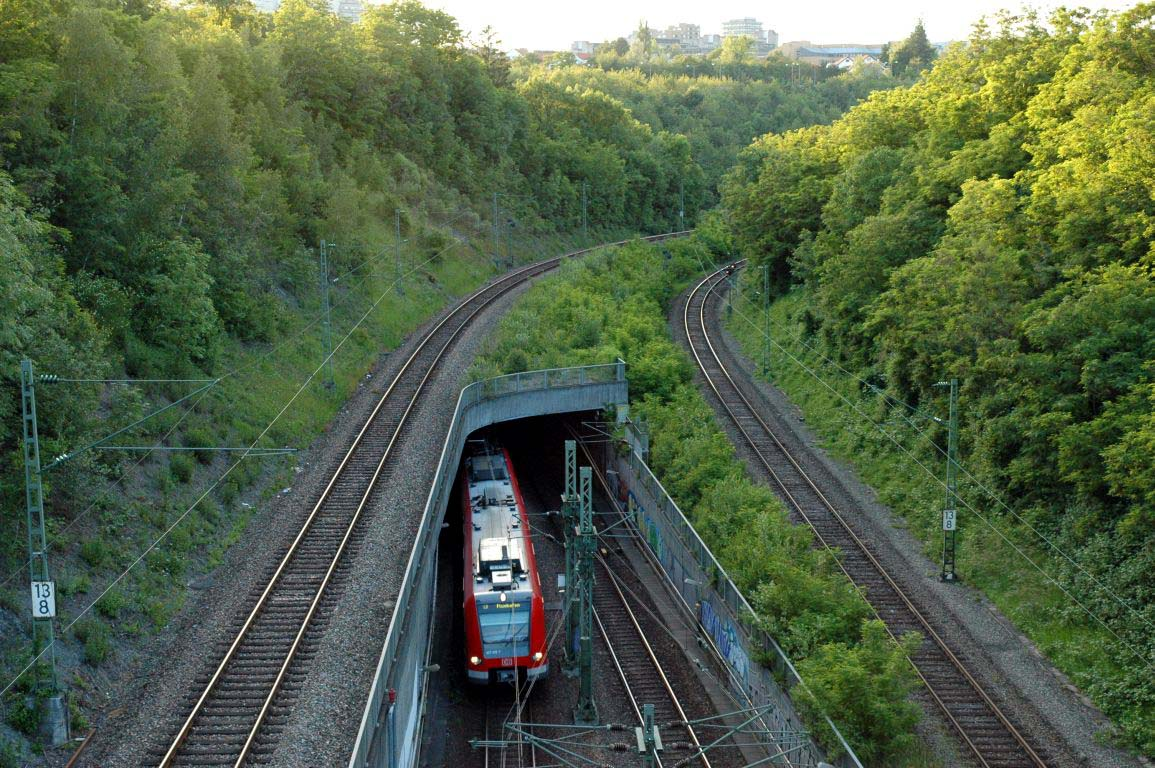
S-Bahn treinstel aan de zuid portaal van de S-Bahn tunnel bij Stuttgart-Österfeld

De bouw van het traject inclusief de tunnel van 8788 meter begon in 1985 en werd in 1988 geopend.
De tunnel werd voor het grootste deel tussen 1971 en 1978 in een open bouwput gebouwd. Dit geldt niet voor de bouw van de keerlus bij Station Schwabstraße en een deel tussen Hauptbahnhof en Stadtcentrum.
De Hasenbergtunnel werd tussen 1982 en 1985 gebouwd.

## Treindiensten

### DB
De Deutsche Bahn verzorgt het personenvervoer op het traject tussen Stuttgart Hauptbahnhof en Stuttgart-Vaihingen met RE / RB treinen.

### S-Bahn
De S-Bahn, meestal de afkorting voor Stadtschnellbahn, soms ook voor Schnellbahn, is een in Duitsland ontstaan (elektrisch) treinconcept, welke het midden houdt tussen de Regionalbahn en de Stadtbahn. De S-Bahn maakt meestal gebruik van de normale spoorwegen om grote steden te verbinden met andere grote steden of forenzengemeenten. De treinen rijden volgens een vaste dienstregeling met een redelijk hoge frequentie.

## Aansluitingen
In de volgende plaatsen was of is er een aansluiting van de volgende spoorwegmaatschappijen:

### Stuttgart Hbf

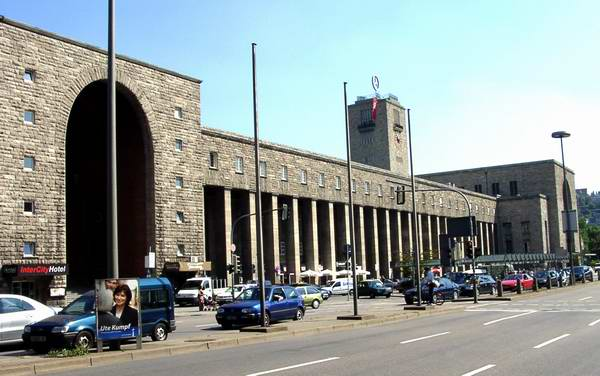
Stuttgart Hauptbahnhof

- Gäubahn spoorlijn tussen Stuttgart en Singen (Hohentwiel)
- Filstalbahn spoorlijn tussen Stuttgart en Ulm
- Frankenbahn spoorlijn tussen Stuttgart en Würzburg
- Neckar-Alb-Bahn spoorlijn tussen Stuttgart over Reutlingen naar Tübingen
- Remsbahn spoorlijn tussen Stuttgart en Aalen
- Murrbahn spoorlijn tussen Stuttgart en Crailsheim
- NBS naar Mannheim spoorlijn tussen Stuttgart en Mannheim
- S-Bahn Stuttgart spoorlijn tussen Stuttgart en Horb / Freudenstadt
- Stuttgarter Straßenbahnen (SSB) stadstram rond Stuttgart

### Stuttgart-Vaihingen
- Gäubahn spoorlijn tussen Stuttgart en Singen (Hohentwiel)
- S-Bahn Stuttgart spoorlijn tussen Stuttgart en Horb / Freudenstadt
- Stuttgarter Straßenbahnen (SSB) stadstram rond Stuttgart

## Elektrische tractie
Het traject werd geëlektrificeerd met een spanning van 15.000 volt 16 2/3 Hz wisselstroom.